# Jagiellonia Białystok w sezonie 1995/1996

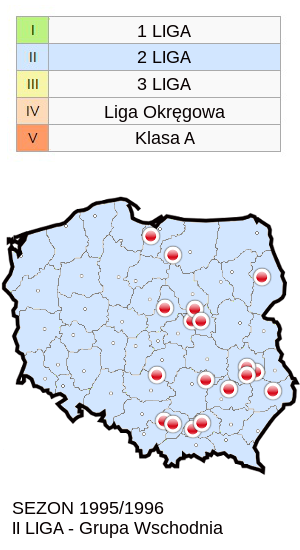
BOZPN - Zespoły występujące w II lidze (gr.wschodnia) w sezonie 1995/96

Jagiellonia Białystok przystąpiła do rozgrywek II ligi w grupie wschodniej oraz Pucharu Polski od II rundy.

Od sezonu 1995/1996 we wszystkich ligach obowiązywać będą nowe przepisy dotyczące punktacji, zwycięstwo - 3 pkt., remis - 1 pkt., porażka - 0 pkt.

## II poziom rozgrywkowy
Jagiellończycy pomimo zaciekłej walki, nie zdołali utrzymać zespołu w II lidze. Zabrakło niewiele, tylko 1 punku do bezpiecznej 14 pozycji. Do zespołu powrócił Dariusz Bayer, ale skład został uszczuplony o Marka Citkę (do Widzewa Łódź),Jacka Chańkę, Dariusza Drągowskiego oraz Andrzej Ambrożeja, który z powodu kontuzji po 5 kolejce zakończył karierę. Ponad braki kadrowe zespół przeżywał także kłopoty finansowe oraz organizacyjne, klub miał długi, groziło mu zerwanie umowy ze sponsorem. Z pomocą władz miasta oraz decyzji o nie wycofaniu się sponsora, klub przystąpił do rozgrywek.
PZPN nie uwzględnił protestu 

Do niecodziennej sytuacji doszło przy tzw. zielonym stoliku, kiedy to władze PZPN-u wbrew swoim przepisom nie przyznały walkowera dla Jagiellonii w meczu 32 kolejki z Motorem Lublin. Zespół Jagiellonii zgłosił, że w meczu z Motorem Lublin występował w drużynie gospodarzy nieuprawniony zawodnik (ze względu na kartki nie powinien). Przepisy oraz wcześniejsze decyzje zawsze przyjmowały tego typu protest i w rezultacie przyznawano walkowera dla drużyny przeciwnej. Niestety pomimo medialnej burzy wokół tej sytuacji, walkower nie został przyznany i Jagiellonia musiała opuścić II ligę. 
Puchar Polski

Jagiellonia w II rundzie pokonała w karnych (na wyjeździe) KP Wasilków 0:3, w następnej rundzie uległa (na wyjeździe) Bug Wyszków 4:1.  

## Końcowa Tabela II Ligi - gr. wschodniej
| Lp. | Drużyna                       | M  | Z  | R  | P  | Bramki | Bramki | Różn. | Pkt. | Uwagi              |
| --- | ----------------------------- | -- | -- | -- | -- | ------ | ------ | ----- | ---- | ------------------ |
| 1   | Polonia Warszawa              | 34 | 21 | 9  | 4  | 77     | 37     | +40   | 72   | Awans do I ligi    |
| 2   | Wisła Kraków                  | 34 | 22 | 6  | 6  | 36     | 29     | +7    | 72   | Awans do I ligi    |
| 3   | Petrochemia Płock (s)         | 34 | 19 | 10 | 5  | 56     | 24     | +32   | 67   |                    |
| 4   | Jeziorak Iława (b)            | 34 | 17 | 9  | 8  | 50     | 32     | +18   | 60   |                    |
| 5   | Unia Tarnów                   | 34 | 13 | 11 | 10 | 53     | 38     | +15   | 50   |                    |
| 6   | Świt Nowy Dwór Mazowiecki (b) | 34 | 14 | 7  | 13 | 37     | 37     | 0     | 49   |                    |
| 7   | Cracovia (b)                  | 34 | 13 | 10 | 11 | 43     | 36     | +7    | 49   |                    |
| 8   | Stal Stalowa Wola (s)         | 34 | 11 | 14 | 9  | 58     | 38     | +20   | 47   |                    |
| 9   | RKS Radomsko (b)              | 34 | 13 | 7  | 14 | 49     | 51     | -2    | 46   |                    |
| 10  | Okocimski KS Brzesko          | 34 | 12 | 10 | 12 | 33     | 36     | -3    | 46   |                    |
| 11  | Avia Świdnik                  | 34 | 12 | 9  | 13 | 31     | 35     | -4    | 45   |                    |
| 12  | Pomezania Malbork             | 34 | 13 | 4  | 17 | 38     | 53     | -15   | 43   |                    |
| 13  | KSZO Ostrowiec Św. (b)        | 34 | 12 | 7  | 15 | 37     | 52     | -15   | 43   |                    |
| 14  | Hetman Zamość                 | 34 | 11 | 8  | 15 | 35     | 45     | -10   | 41   |                    |
| 15  | Jagiellonia Białystok         | 34 | 12 | 4  | 18 | 35     | 54     | -19   | 40   | Spadek do III ligi |
| 16  | Hutnik Warszawa               | 34 | 11 | 6  | 17 | 38     | 53     | -15   | 39   | Spadek do III ligi |
| 17  | Lublinianka Lublin            | 34 | 3  | 11 | 20 | 20     | 57     | -37   | 20   | Spadek do III ligi |
| 18  | Motor Lublin                  | 34 | 2  | 8  | 24 | 26     | 76     | -49   | 14   | Spadek do III ligi |

## Skład, transfery
| Nr                      | Zawodnik               | Poz. | Data ur.   | Wz.  | Mecze | Br. | Transfer z/do                                 | Ostatni klub               |
| ----------------------- | ---------------------- | ---- | ---------- | ---- | ----- | --- | --------------------------------------------- | -------------------------- |
|                         | Mirosław Dymek         | BR   | 25.02.1970 | 1,91 | 14    | 0   |                                               | (wychowanek)               |
|                         | Maciej Kudrycki        | BR   | 15.09.1974 | 1,91 | 19    | 0   | 95(j) z KP Wasilków                           | (wychowanek) KP Wasilków   |
|                         | Paweł Korniluk         | BR   | ?.?.1976   | -    | 0     | 0   | 95(j) z drużyny rezerw                        | (wychowanek)               |
|                         | Jacek Markiewicz       | OB   | 18.04.1976 | 1,83 | 16    | 0   |                                               | (wychowanek)               |
|                         | Marcin Manelski        | OB   | 24.09.1971 | 1,80 | 30    | 0   |                                               | Włókniarz Białystok        |
|                         | Adam Struczewski       | OB   | 22.02.1974 | 1,83 | 26    | 0   |                                               | (wychowanek)               |
|                         | Zbigniew Kowalski      | OB   | 10.12.1970 | 1,92 | 23    | 4   |                                               | ŁKS Łomża                  |
|                         | Zbigniew Szugzda       | OB   | 29.03.1970 | 1,90 | 33    | 7   |                                               | (wychowanek) MZKS Wasilków |
|                         | Tomasz Kazimierowicz   | OB   | ?.?.1977   | -    | 12    | 0   | 95(j) z drużyny rezerw                        | (wychowanek)               |
|                         | Daniel Michaluk        | OB   | ?.?.1978   | -    | 1     | 0   | 95(j) z drużyny rezerw                        | (wychowanek)               |
|                         | Andrzej Jarończyk      | OB   | ?.?.1975   | -    | 1     | 0   | 95(j) z drużyny rezerw                        | (wychowanek)               |
|                         | Krzysztof Maciejczuk   | PO   | 7.08.1977  | 1,90 | 11    | 0   | 95(j) z drużyny rezerw                        | Jagiellonia II Białystok   |
|                         | Paweł Surynowicz       | PO   | 28.11.1977 | -    | 1     | 0   | 95(j) z drużyny rezerw                        | (wychowanek)               |
|                         | Jarosław Gierejkiewicz | PO   | 3.09.1965  | 1,82 | 10    | 0   | 96(w) z Olimpia Poznań                        | Olimpia Poznań             |
|                         | Radosław Sobolewski    | PO   | 13.12.1976 | 1,82 | 27    | 1   |                                               | (wychowanek)               |
|                         | Marcin Pachowicz       | PO   | 27.08.1977 | -    | 20    | 0   |                                               | (wychowanek)               |
|                         | Dariusz Czykier        | PO   | 21.02.1966 | 1,81 | 27    | 4   |                                               | Radomiak Radom             |
|                         | Dariusz Bayer          | PO   | 17.09.1964 | 1,70 | 26    | 1   | 95(j) z Hetman Zamość                         | (wychowanek) Hetman Zamość |
|                         | Tomasz Kisielewski     | PO   | ?.?.1976   | -    | 3     | 0   | 95(j) z drużyny rezerw · 96(w) do KP Wasilków | (wychowanek)               |
|                         | Marcin Danielewicz     | NA   | 24.09.1976 | 1,83 | 24    | 7   |                                               | Jagiellonia II Białystok   |
|                         | Samuel Tomar           | NA   | 11.08.1973 | 1,80 | 20    | 2   |                                               | (wychowanek)               |
|                         | Tomasz Giedrojć        | NA   | 24.09.1969 | 1,77 | 24    | 6   |                                               | Wigry Suwałki              |
|                         | Ryszard Ostrowski      | NA   | 19.04.1968 | 1,70 | 32    | 1   |                                               | Mazur Ełk                  |
|                         | Piotr Matys            | NA   | 21.07.1978 | 1,86 | 13    | 1   | z drużyny rezerw                              | (wychowanek)               |
|                         | Dariusz Petruk         | NA   | 28.01.1969 | -    | 6     | 0   | jesień z Hetman Białystok                     | Hetman Białystok           |
|                         | Arsen Chanamarian      | NA   | ?.?..1968  | 1,60 | 2     | 1   | 95(j) z Lechia Gdańsk · 96(w) do ?            | Lechia Gdańsk              |
|                         | Marcin Lubczyński      | NA   | ?.?.1977   | -    | 1     | 1   | 95(j) z drużyny rezerw                        | (wychowanek)               |
|                         | bramka samobójcza      |      |            |      |       | -   |                                               |                            |
| Transfery - jesień 1995 |                        |      |            |      |       |     |                                               |                            |
|                         | Krzysztof Malewski     | OB   | b.d.       | -    | 2     | 0   | 95(j) koniec kariery                          | (wychowanek)               |
|                         | Andrzej Ambrożej       | OB   | 20.09.1965 | 1,76 | 5     | 2   | kontuzja, koniec kariery                      | ŁKS Łódź                   |
|                         | Dariusz Drągowski      | PO   | 3.10.1970  | 1,77 | 0     | 0   | 95(j) do Siarka Tarnobrzeg                    | (wychowanek)               |
|                         | Marek Citko            | NA   | 27.03.1974 | 1,77 | 1     | 0   | 95(j) do Widzew Łódź                          | Jagiellonia II Białystok   |
| Transfery - wiosna 1996 |                        |      |            |      |       |     |                                               |                            |
|                         | Andrzej Heller         | BR   | 2.11.1964  | 1,80 | 1     | 0   | 96(w) do Beskid Skoczów                       | Hetman Białystok           |
|                         | Jacek Chańko           | OB   | 25.01.1974 | 1,85 | 15    | 1   | 96(w) do Stomil Olsztyn                       | (wychowanek)               |
|                         | Krzysztof Szpuda       | PO   | ?.?.1976   | -    | 2     | 0   | 96(w) do KP Wasilków                          | (wychowanek)               |
|                         | Marcin Kasiuk          | PO   | ?.?.1976   | -    | 0     | 0   | 96(w) do Hetman Białystok                     | (wychowanek)               |
|                         | Dariusz Prokop         | OB   | 18.05.1976 | 1,83 | 3     | 0   | 96(w) do Hetman Białystok                     | KP Wasilków                |

## Mecze
| Mecze i wyniki | Mecze i wyniki          | Mecze i wyniki    | Mecze i wyniki | Mecze i wyniki | Mecze i wyniki            | Mecze i wyniki | Mecze i wyniki                                          | Poz w lidze. | Poz w lidze. | Poz w lidze. |
| Lp. | Data                    | Rozgrywki         | F.             | D/W            | Przeciwnik                | Wynik          | Strzelcy bramek                                         | M.           | P.           | Br.          |
| --- | ----------------------- | ----------------- | -------------- | -------------- | ------------------------- | -------------- | ------------------------------------------------------- | ------------ | ------------ | ------------ |
| 1 1241 | ?.?.1995 Białystok      | II Liga - 1 kol.  | 700            | D              | Cracovia                  | 1:3            | Tomar 87'                                               | ?            | 0            | 1:3          |
| 2 1242 | ?.?.1995 Nowy Dwór Maz. | II Liga - 2 kol.  | 1500           | W              | Świt Nowy Dwór Mazowiecki | 3:0            |                                                         | ?            | 0            | 1:6          |
| 3 1243 | ?.?.1995 Białystok      | II Liga - 3 kol.  | 300            | D              | Avia Świdnik              | 0:1            |                                                         | ?            | 0            | 1:7          |
| 4 37 | 23.08.1995 Wasilków     | PP - II runda     | 200            | W              | KP Wasilków               | 0:3            | Ambrożej 9' Czykier 87' Danielewicz 90'                 | awans        | awans        | awans        |
| 5 1244 | ?.?.1995 Zamość         | II Liga - 4 kol.  | 3000           | W              | Hetman Zamość             | 1:0            |                                                         | ?            | 0            | 1:8          |
| 6 1245 | ?.?.1995 Białystok      | II Liga - 5 kol.  | 400            | D              | Stal Stalowa Wola         | 2:0            | Czykier 9', Z.Szugzda 75'                               | ?            | 3            | 3:8          |
| 7 1246 | ?.?.1995 Warszawa       | II Liga - 6 kol.  | 800            | W              | Hutnik Warszawa           | 0:0            |                                                         | ?            | 4            | 3:8          |
| 8 1247 | ?.?.1995 Białystok      | II Liga - 7 kol.  | 400            | D              | Lublinianka Lublin        | 0:0            |                                                         | ?            | 5            | 3:8          |
| 9 1248 | ?.?.1995 Iława          | II Liga - 8 kol.  | 2700           | W              | Jeziorak Iława            | 1:0            |                                                         | ?            | 5            | 3:9          |
| 10 38 | 19.09.1995 Wyszków      | PP - III runda    | 1500           | W              | Bug Wyszków               | 4:1            | Z.Szugzda 30'                                           | odpadnięcie  | odpadnięcie  | odpadnięcie  |
| 11 1249 | ?.?.1995 Białystok      | II Liga - 9 kol.  | 500            | D              | Wisła Kraków              | 1:4            | Chanamirian 32'                                         | ?            | 5            | 4:13         |
| 12 1250 | ?.?.1995 Płock          | II Liga - 10 kol. | 3500           | W              | Petrochemia Płock         | 5:0            |                                                         | ?            | 5            | 4:18         |
| 13 1251 | ?.?.1995 Białystok      | II Liga - 11 kol. | 400            | D              | RKS Radomsko              | 3:1            | Danielewicz 12' 70' Chańko 20'                          | ?            | 8            | 7:19         |
| 14 1252 | ?.?.1995 Malbork        | II Liga - 12 kol. | 2000           | W              | Pomezania Malbork         | 3:1            | Giedrojć51'                                             | ?            | 8            | 8:22         |
| 15 1253 | ?.?.1995 Białystok      | II Liga - 13 kol. | 500            | D              | KSZO Ostrowiec Św.        | 1:0            | Z.Szugzda 15'                                           | ?            | 11           | 9:22         |
| 16 1254 | ?.?.1995 Białystok      | II Liga - 14 kol. | 400            | D              | Polonia Warszawa          | 2:0            | Z.Kowalski 60'(k), Danielewicz 72'                      | ?            | 14           | 11:22        |
| 17 1255 | ?.?.1995 Białystok      | II Liga - 15 kol. | 600            | D              | Motor Lublin              | 2:3            | Danielewicz 10', Ostrowski 29'                          | ?            | 14           | 13:25        |
| 18 1256 | ?.?.1995 Brzesko        | II Liga - 16 kol. | 500            | W              | Okocimski KS Brzesko      | 3:1            |                                                         | ?            | 14           | 14:28        |
| 19 1257 | ?.?.1995 Białystok      | II Liga - 17 kol. | 500            | D              | Unia Tarnów               | 3:1            | Giedrojć 3' 45', D.Bayer 81'                            | ?            | 17           | 17:29        |
| 20 1258 | ?.?.1996 Kraków         | II Liga - 18 kol. | 4000           | W              | Cracovia                  | 2:0            |                                                         | ?            | 17           | 17:31        |
| 21 1259 | ?.?.1996 Białystok      | II Liga - 19 kol. | 1000           | D              | Świt Nowy Dwór Mazowiecki | 0:1            |                                                         | ?            | 17           | 17:32        |
| 22 1260 | ?.?.1996 Świdnik        | II Liga - 20 kol. | 700            | W              | Avia Świdnik              | 0:1            | Z.Szugzda 2'                                            | ?            | 20           | 18:32        |
| 23 1261 | ?.?.1996 Białystok      | II Liga - 21 kol. | 600            | D              | Hetman Zamość             | 2:0            | R.Sobolewski 5', Danielewicz 29'                        | ?            | 23           | 20:32        |
| 24 1262 | ?.?.1996 Stalowa Wola   | II Liga - 22 kol. | 2500           | W              | Stal Stalowa Wola         | 2:0            |                                                         | ?            | 23           | 20:34        |
| 25 1263 | ?.?.1996 Białystok      | II Liga - 23 kol. | 700            | D              | Hutnik Warszawa           | 2:0            | Czykier 12', Matys 63'                                  | ?            | 26           | 22:34        |
| 26 1264 | ?.?.1996 Lublin         | II Liga - 24 kol. | 300            | W              | Lublinianka Lublin        | 0:0            |                                                         | ?            | 27           | 22:34        |
| 27 1265 | ?.?.1996 Białystok      | II Liga - 25 kol. | 600            | D              | Jeziorak Iława            | 1:0            | Z.Szugzda 56'                                           | ?            | 30           | 23:34        |
| 28 1266 | ?.?.1996 Kraków         | II Liga - 26 kol. | 5000           | W              | Wisła Kraków              | 4:0            |                                                         | ?            | 30           | 23:38        |
| 29 1267 | ?.?.1996 Białystok      | II Liga - 27 kol. | 200            | D              | Pomezania Malbork         | 1:0            | Czykier 54'                                             | ?            | 33           | 24:38        |
| 30 1268 | ?.?.1996 Radomsko       | II Liga - 28 kol. | 4000           | W              | RKS Radomsko              | 3:4            | Giedrojć 20' 62', Z.Szugzda 23' 32'                     | ?            | 36           | 28:41        |
| 31 1269 | ?.?.1996 Białystok      | II Liga - 29 kol. | 500            | D              | Petrochemia Płock         | 1:4            | Z.Szugzda 89'                                           | ?            | 36           | 29:45        |
| 32 1270 | ?.?.1996 Ostrowiec Św.  | II Liga - 30 kol. | 3000           | W              | KSZO Ostrowiec Św.        | 4:1            | Lubczyński 80'                                          | ?            | 36           | 30:49        |
| 33 1271 | ?.?.1996 Warszawa       | II Liga - 31 kol. | 4500           | W              | Polonia Warszawa          | 2:1            | Z.Kowalski 88'                                          | ?            | 36           | 31:51        |
| 34 1272 | ?.?.1996 Lublin         | II Liga - 32 kol. | 150            | W              | Motor Lublin              | 0:0            |                                                         | ?            | 37           | 31:51        |
| 35 1273 | ?.?.1996 Białystok      | II Liga - 33 kol. | 400            | D              | Okocimski KS Brzesko      | 4:1            | Tomar 34', Czykier 51'(k) Danielewicz 65', Giedrojć 82' | ?            | 40           | 35:52        |
| 36 1274 | ?.?.1996 Tarnów         | II Liga - 34 kol. | 300            | W              | Unia Tarnów               | 0:0            |                                                         | 15           | 40           | 35:54        |
| - rozgrywki ligowe, - rozgrywki pucharu polski, - rozgrywki pucharu ligi, - rozgrywki ligi europejskiej, - mecze barażowe lub eliminacyjne, - inne. Liczba meczów w sezonie:1 2 (wszystkie mecze na najwyższym poziomie rozgrywkowym)3 (wszystkie mecze w rozgrywkach ligowych bez baraży) , Puchar Polski: 2 (mecze Pucharu Polski na szczeblu centralnym)3 (wszystkie mecze w Pucharze Polski) |                         |                   |                |                |                           |                |                                                         |              |              |              |